# Stan standardowy
Stan standardowy – rzeczywisty lub hipotetyczny stan termodynamiczny będący punktem odniesienia do obliczeń właściwości substancji chemicznych w określonym ciśnieniu i stanie skupienia. Według definicji Międzynarodowej Unii Chemii Czystej i Stosowanej, stanem standardowym:
- gazu – jest hipotetyczny stan czystej substancji pod ciśnieniem standardowym 105 Pa spełniający warunki gazu doskonałego;
- cieczy i ciała stałego – jest stan czystej substancji pod ciśnieniem standardowym 105 Pa;
- substancji rozpuszczonej w roztworze – jest hipotetyczny stan, w którym przy standardowej molalności 1 mol·kg−1[2] lub standardowym stężeniu molowym 1 mol·dm−3[3] roztwór zachowywałby się jak roztwór nieskończenie rozcieńczony.

Temperatura nie jest częścią tej definicji, jednak w przypadkach, kiedy jest to potrzebne, zazwyczaj przyjmuje się, że temperaturą stanu standardowego jest 298,15 K (25 °C).